# Ловер-Брюл (Південна Дакота)
Ловер-Брюл (англ. Lower Brule) — переписна місцевість (CDP) в США, в окрузі Лайман штату Південна Дакота. Населення — 703 особи (2020).

## Географія
Ловер-Брюл розташований за координатами 44°4′27″ пн. ш. 99°35′2″ зх. д. / 44.07417° пн. ш. 99.58389° зх. д. (44.074134, -99.583754).  За даними Бюро перепису населення США в 2010 році переписна місцевість мала площу 0,94 км², уся площа — суходіл.

## Демографія
Згідно з переписом 2010 року, у переписній місцевості мешкало 613 осіб у 171 домогосподарстві у складі 133 родин. Густота населення становила 651 особа/км².  Було 188 помешкань (200/км²).
Расовий склад населення:
| - 89,1 % — корінних американців - 6,2 % — білих - 0,3 % — азіатів |

До двох чи більше рас належало 4,4 %. Частка іспаномовних становила 0,5 % від усіх жителів.
За віковим діапазоном населення розподілялося таким чином: 40,0 % — особи молодші 18 років, 54,8 % — особи у віці 18—64 років, 5,2 % — особи у віці 65 років та старші. Медіана віку мешканця становила 23,6 року. На 100 осіб жіночої статі у переписній місцевості припадало 99,0 чоловіків;  на 100 жінок у віці від 18 років та старших — 90,7 чоловіків також старших 18 років.
Середній дохід на одне домашнє господарство  становив 34 384 долари США (медіана — 21 538), а середній дохід на одну сім'ю — 37 683 долари (медіана — 22 500). Медіана доходів становила 31 875 доларів для чоловіків та 34 750 доларів для жінок. За межею бідності перебувало 55,0 % осіб, у тому числі 61,2 % дітей у віці до 18 років та 45,5 % осіб у віці 65 років та старших.
Цивільне працевлаштоване населення становило 176 осіб. Основні галузі зайнятості: публічна адміністрація — 35,8 %, освіта, охорона здоров'я та соціальна допомога — 23,3 %, мистецтво, розваги та відпочинок — 17,6 %.